# Добровільське
Добровільське — селище в Україні, у Казанківській селищній громаді Баштанського району Миколаївської області. Населення становить 60 осіб.